# Éponychium

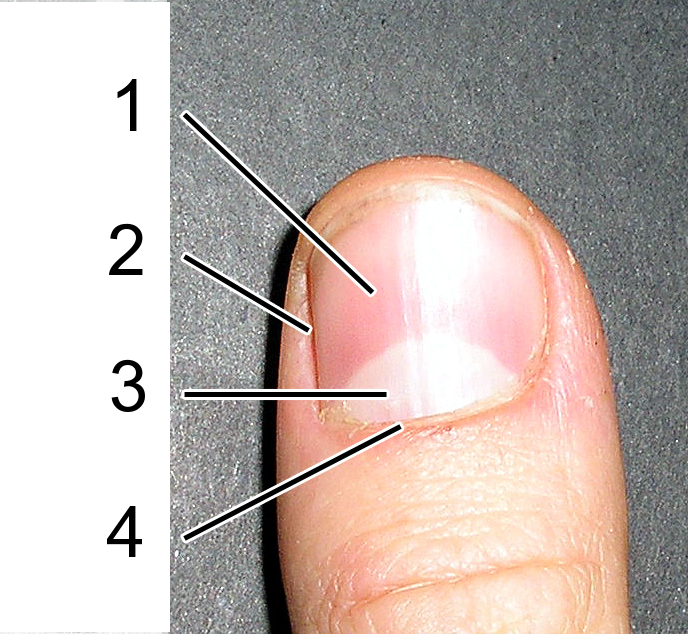
L'éponychium en (4)

L'éponychium est chez l’humain la cuticule de peau à la base de l'ongle.
Selon certains auteurs ce terme est à éviter car il peut prendre deux sens. D’une part, il peut désigner le repli de peau dessus la base de l’ongle. Pour d’autres, il désigne l’expansion de la couche cornée de la face ventrale du repli sus-unguéal sur la tablette.
L'éponychium est utilisé en chirurgie réparatrice de la main comme lambeau permettant de pallier des pertes de substance distale des doigts, et une repousse de l'ongle amputé.
Chez le cheval, l'éponychium est un tissu temporaire qui enveloppe les sabots du poulain pendant la gestation et la mise bas. De fait les sabots sont déjà formés, permettant au poulain de se déplacer immédiatement, car l'éponychium se résorbe rapidement après la naissance. L’utilité de l’éponychium est de protéger les tissus utérins et vaginaux de la mère de l’agression des sabots du poulain.